# Mont Cheaha
Le mont Cheaha, ou Cheaha Mountain, est le plus haut sommet de l’État de l'Alabama, aux États-Unis, avec 733 m d'altitude.
Il est situé au nord-ouest de la ville de Delta dans le parc d’État de Cheaha (en) et correspond à l'extrémité sud des montagnes Blue Ridge.